# Змішаний розлад особистості
Змішаний розлад особистості, також відомий як розлад особистості змішаного типу, є одним з десяти типів розладів особистості, які описані в Діагностичному і статистичному керівництві психічними розладами (DSM-5) Американського психіатричного товариства. Цей тип розладу особистості характеризується виявом симптомів і рис різних типів розладів особистості.
Змішаний розлад особистості включає елементи різних розладів особистості, таких як параноїдний, схильний до відчуження, емоційно нестійкий, антисоціальний, уникаючий, залежний, непослідовний, межовий та інших рис. Основні ознаки змішаного розладу особистості можуть включати проблеми зі стосунками, емоційну нестабільність, схильність до конфліктів, неприйняття змін, інтенсивний страх або тривогу, екстремальну реакцію на стрес та інші симптоми.

## Клінічні ознаки
Змішаний розлад особистості характеризується виявом різноманітних клінічних ознак, що включають риси різних типів розладів особистості. Основні клінічні ознаки змішаного розладу особистості можуть включати:
- Проблеми зі стосунками: особи з змішаним розладом особистості можуть мати складнощі у встановленні і підтриманні стійких та здорових відносин з іншими людьми. Вони можуть виявляти поведінку, яка заважає взаємодії з оточуючими, такі як недовіра, підозрілість, ворожість або виразні зміни настрою.
- Емоційна нестабільність: особи з змішаним розладом особистості можуть демонструвати інтенсивні та нестабільні емоції, такі як епізоди різкого гніву, роздратування, тривоги, депресії або ейфорії. Зміни настрою можуть бути важкими і непередбачуваними, і вони можуть впливати на здатність особи зберігати стійкість в емоційній рівновазі.
- Схильність до конфліктів: особи з змішаним розладом особистості можуть мати схильність до конфліктів і можуть вступати в суперечки, сварки або бійки з іншими людьми. Вони можуть проявляти агресивну поведінку або бути швидко провокованими.
- Неприйняття змін: особи з змішаним розладом особистості можуть виявляти опір до змін, включаючи нездатність адаптуватися до нових умов або ситуацій. Вони можуть проявляти виразну стійкість до змін у розкладі, оточуючому середовищі або вимогах.
- Проблеми зі самоідентифікацією: особи з змішаним розладом особистості можуть виявляти нестійку самоідентифікацію, тобто мати мінливий образ себе, включаючи різні відчуття про себе, свої цінності, вміння та можливості.
- Здатність до ризикової поведінки: особи з змішаним розладом особистості можуть проявляти поведінку, яка може бути ризиковою або шкідливою для свого здоров'я або життя, таку як наркотична залежність, ризикований секс, здійснення небезпечних дій або випробування власних меж.
- Проблеми з регулюванням імпульсів: особи з змішаним розладом особистості можуть мати складнощі з регулюванням своїх імпульсів, що може призводити до шкідливих рішень або вчинків, включаючи недоречні покупки, вибухи гніву, необдуману поведінку або самогубства.
- Відчуття порожнечі або внутрішньої непевності: особи з змішаним розладом особистості можуть відчувати постійну порожнечу, нудьгу або внутрішню непевність, яка може призводити до пошуку зовнішнього стимулювання, уникання самотності або до залежних відносин з іншими.

## Лікування
Лікування змішаного розладу особистості може включати комплексний підхід, який враховує різноманітні аспекти цього розладу та індивідуальні потреби пацієнта. Основні методи лікування змішаного розладу особистості можуть включати наступне:
- Психотерапія: Різні види психотерапії можуть бути корисними при лікуванні змішаного розладу особистості. Наприклад, когнітивно-поведінкова терапія може допомогти в розумінні та зміні непродуктивних думок, почуттів та поведінки, дбати про регулювання емоцій та розвиток копінг-стратегій. Діалектично-поведінкова терапія (ДПТ), яка є специфічною формою терапії для лікування розладів особистості, також може бути ефективною у вирішенні проблем, пов'язаних з емоційною регуляцією та міжособистісними відносинами.
- Фармакотерапія: В окремих випадках можуть бути призначені препарати, такі як антидепресанти, стабілізатори настрою,  анксіолітики або інші медикаменти, в залежності від симптомів та потреб пацієнта. Проте, вибір медикаментів та дозування повинні бути здійснені кваліфікованим медичним фахівцем.
- Розробка навичок саморегуляції: Лікування змішаного розладу особистості може включати розробку навичок саморегуляції, таких як стрес-менеджмент, релаксація, медитація та інші техніки, що допомагають контролювати емоції та імпульси.
- Соціальна підтримка: Соціальна підтримка може бути важливою складовою лікування змішаного розладу особистості. Це може включати роботу зі школою, родинними відносинами, партнером, друзями та іншими соціальними контактами, щоб забезпечити підтримку, розуміння та допомогу у вирішенні проблем, пов'язаних з розладом особистості.
- Лікування супутніх проблем: Змішаний розлад особистості часто супроводжується іншими психічними розладами, такими як депресія, тривожність, посттравматичний стресовий розлад та інші. Лікування супутніх проблем може бути важливим аспектом комплексного лікування змішаного розладу особистості.
- Підтримка здорового способу життя: Здоровий спосіб життя, включаючи регулярну фізичну активність, здорове харчування, відпочинок та належний сон, може підтримувати загальний фізичний та психічний стан пацієнта із змішаним розладом особистості.

Важливо зазначити, що лікування змішаного розладу особистості повинно бути індивідуалізованим, і план лікування має бути розроблений спільно з медичним фахівцем, враховуючи унікальні потреби та симптоми кожного пацієнта.